# Rudgea pachyphylla
Rudgea pachyphylla är en måreväxtart som beskrevs av Johannes Müller Argoviensis. Rudgea pachyphylla ingår i släktet Rudgea och familjen måreväxter. Inga underarter finns listade i Catalogue of Life.